# Philipp Raimund
Philipp Raimund (Göppingen, 23 de junio de 2000) es un deportista alemán que compite en salto en esquí. En los Juegos Europeos de Cracovia 2023 consiguió una medalla de bronce en la prueba de trampolín grande individual.

## Palmarés internacional
| Juegos Europeos | Juegos Europeos    | Juegos Europeos   | Juegos Europeos    |
| Año             | Lugar              | Medalla           | Prueba             |
| --------------- | ------------------ | ----------------- | ------------------ |
| 2023            | Zakopane (Polonia) | Medalla de bronce | TG individual (EV) |